# کارل هیلپرت
کارل هیلپرت (به آلمانی: Carl Hilpert) (۱۲ ژوئیه ۱۸۹۴، مرگ ۱ فوریه ۱۹۴۷) یک نظامی آلمانی در دوره امپراتوری آلمان، جمهوری وایمار و رایش سوم بود که فرماندهی واحدهای مختلفی را در جریان جنگ جهانی دوم بر عهده داشت.
ترفیع درجات:
- ۲۶ مه ۱۹۰۹: ستوان دوم
- ------ : ستوان یکم
- ۱۸ اوت ۱۹۱۶: سروان
- ۱ ژوئن ۱۹۲۹: سرگرد
- ۱ اکتبر ۱۹۳۳: سرهنگ دوم
- ۱ فوریه ۱۹۳۵: سرهنگ
- ۱ آوریل ۱۹۳۹: سرتیپ
- ۱ اکتبر ۱۹۴۰: سرلشکر
- ۱ سپتامبر ۱۹۴۲: سپهبد (ژنرال پیاده‌نظام)
- ۱ مه ۱۹۴۵: ارتشبد